# Чортек, Антони
Антоний Чортек (польск. Antoni Czortek [anˈtɔɲi ˈtʂɔrtɛk]; 2 июля 1915 г., Бусня (по некоторым источникам, Грудзёндз), Польша — 15 января 2004 года, Радом, Польша) — польский боксёр, четырёхкратный чемпион Польши по боксу в легчайшем весе (1934, 1938, 1939, 1949 гг.), вице-чемпион Европы по боксу в полулёгком весе (1939 г.), олимпиец (1936 г.).
Являлся одним из выживших узников концентрационного лагеря Освенцим, где был вынужден ради сохранения своей жизни проводить показательные боксёрские бои против других заключённых и лагерной охраны для развлечения нацистов.

## Биография
Чортек родился 2 июля 1915 года в Бусне или, по некоторым источникам, в Грудзёндзе (нем. Грауденц), тогда входившем в состав Германской империи (ныне Польша).
Начал спортивную карьеру в клубе GKS Grudziądz, в дальнейшем выступал за клубы Skoda Warszawa (название команды в 1936 году было изменено на Okęcie Warszawa) и Radomiak Radom.
Первое золото в Чемпионате Польши по боксу завоевал в 1934 году в Познани в возрасте 19 лет.
Занял второе место в Чемпионате в 1935 году и третье в 1936-м.
В 1936 году принял участие в Летних Олимпийских играх в Берлине. В первом поединке он победил французского боксёра Пьера Бонне, но во втором проиграл южноафриканскому бойцу Алеку Ханнану.
Занял четвёртое место в Чемпионате Европы по любительскому боксу 1937 года (Милан, Италия).
Выиграл чемпионат Польши по боксу в легчайшем весе в 1938 и 1939 годах.
Был серебряным призёром Чемпионата Европы по любительскому боксу в полулёгком весе 1939 года (Дублин, Ирландия).

## Война и пребывание в лагере
После начала Второй мировой войны Чортек вступил в ряды польской армии. Во время Польской кампании сражался близ пограничного города Велюнь.
После поражения Польши укрылся в Варшаве под именем Антоний Каминский. В 1940 году Чортек женился на Чеславе Паласиньской, потом вместе с семьёй жены перебрался в деревню недалеко от Грудзёндза. В браке родились две дочери, Лилиана и Катажина.
В 1940-м был задержан во время комендантского часа немецким патрулём. Чортеку удалось бежать, но при этом он был ранен в ногу (что впоследствии привело к постоянной хромоте).
В 1943-м был вновь задержан при проверке документов на вокзале Варшавы. Был заключен в тюрьму гестапо, а затем интернирован в Освенцим (по прибытии в лагерь получил номер 139559).
Немецкий офицер, отбиравший спортсменов для любительского ринга Освенцима, узнал Чортека и вынудил его участвовать в показательных боях для развлечения охраны лагеря. Против него выставляли более рослых и тяжёлых боксёров, в случае поражения Чортека ждала казнь. В общей сложности он провёл в Освенциме пятнадцать боёв.
В 1944 году он был переведён в лагерь Маутхаузен-Гузен, а весной 1945 года был освобождён оттуда американскими войсками.

## После войны
В 1945 году вернулся в Польшу. Жил в Варшаве, в 1947 году переехал в Радом.
Занял второе место в Чемпионате Польши по боксу в легчайшем весе в 1948 году.
В 1949 году победил в Чемпионате, в четвёртый раз став чемпионом Польши по боксу.
После завершения спортивной карьеры работал тренером в Радоме, обучая, среди прочих, Олимпийского чемпиона 1960 года Казимежа Паздзёра.
Почётный гражданин города Радома.
Летом 1978 года Чортек сыграл эпизодическую роль в польском художественном фильме о боксе «Клинч» режиссёра Петра Андреева (фильм вышел на экраны в 1979 году).
В 1988 году получил премию имени Александра Рекши. Награда вручается наиболее заслуженным боксёрам ежегодно с 1986 года во время финалов Чемпионата Польши по боксу.
Его история также включена в историческую книгу Анджея Федоровича «Гладиаторы лагерей смерти» (Gladiatorzy z obozów śmierci), 2020 год.
Чортек умер 15 января 2004 года в Радоме. Похоронен на местном кладбище.